# Carl Reinhard (Politiker)
Carl Reinhard (* 17. November 1909 in Meiningen; † 13. Februar 1992 in Bad Hersfeld) war ein deutscher Landwirt und Politiker (CDU).

## Leben und Beruf
Reinhard wurde als Sohn eines Landwirtes geboren. Nach dem Abitur 1928 am Humanistischen Gymnasium in Hersfeld absolvierte er zunächst eine Landwirtschaftslehre und nahm anschließend ein Studium der Landwirtschaft an den Universitäten in Göttingen und Berlin auf, das er 1933 mit der Prüfung zum Diplom-Landwirt und 1934 mit der Promotion zum Doktor der Landwirtschaft beendete. Danach arbeitete er als praktischer Landwirt. Von 1939 bis 1942 nahm er als Soldat am Zweiten Weltkrieg teil, zuletzt als Oberleutnant der Reserve.
Reinhard übernahm 1943 die Leitung des elterlichen Bauernhofes in Unterweisenborn. Er war anerkannter landwirtschaftlicher Sachverständiger sowie Vorstandsmitglied des Kreisbauernverbandes Hersfeld und mehrerer landwirtschaftlicher Organisationen. Seit 1954 wirkte er zudem als Richter am Landessozialgericht Darmstadt. Ferner fungierte er als Vorsitzender des Ausschusses für Gesundheitsfragen des Deutschen Bauernverbandes (DBV).

## Partei
Reinhard trat zum 1. Dezember 1929 in die NSDAP ein (Mitgliedsnummer 173.166). Er schloss sich dann 1956 der CDU an und war von 1961 bis 1971 Vorsitzender des CDU-Kreisverbandes Bad Hersfeld. Außerdem war er Mitglied des Bundesagrarausschusses der Christdemokraten.

## Abgeordneter
Reinhard war seit 1960 Kreistagsmitglied des Kreises Hersfeld. Dem Deutschen Bundestag gehörte er von 1957 bis 1972 an (in der dritten Wahlperiode (1957–1961) vertrat er im Parlament den Wahlkreis Hersfeld; in den vier übrigen Wahlperioden zog er über die Landesliste Hessen in den Bundestag ein). 
Er war MdB in der 3. bis 7. Wahlperiode (3. Wahlperiode (Liste der MdBs) = Kabinett Adenauer III, 4. Wahlperiode (Liste der MdBs) = Kabinett Adenauer IV, 5. Wahlperiode (Liste) = Kabinett Adenauer V; Erhard I (1963–1965), Erhard II 1965–66, Kiesinger (bis Oktober 1969), Brandt I (bis 1972)).

## Ehrungen
- 1972: Großes Verdienstkreuz der Bundesrepublik Deutschland